# Рябов, Сергей Сергеевич
Сергей Сергеевич Рябов (род. 17 ноября 1977 года, Щёлково) — российский кинорежиссёр, художник анимационного кино.

## Биография
Родился в 1977 г. в г. Щелково Московской области. В 1985-87 посещал изостудию при клубе ВЧ г. Щелково-7. В 1988-94 работал помощником геодезиста. В 1989-97 занимался любительской киносъёмкой, делал экспериментальные анимационные и цейтраферные короткометражки, стереофильмы. В 1995 окончил с красным дипломом МХПУ-193 по специальности ювелир-художник. В 2001 окончил художественный факультет ВГИК (маст. С. А. Алимова, Б. М. Неменского, В. А. Токарева). В1998-2002 участвовал в ряде худ. выставок (приз за лучшую живопись XIX МКФ ВГИК). В 1998—2002 работал аниматором и художником-постановщиком на московских студиях «Рысь» и «Анимос». С 1999 участвует в создании игровых рекламных роликов в качестве декоратора, художника-постановщика и режиссёра. В 2005-10 преподавал живопись и рисунок на худ. фак. ВГИК. В 2006 собрал у себя дома многоярусный мультстанок, на котором снял дебютный фильм «Рыбка». С 2010 работает на независимой студии.

## Фильмография

### Режиссёр
- 2000 — Один дома
- 2001 — Один дома 2
- 2002 — Один дома 3
- 2007 — Рыбка
- 2012 — Сосиска
- 2012 — Новогодний огонек
- 2012 — Веселые картинки
- 2012 — У костра
- 2012 — Гриб и Баклажан
- 2012 — Гриб и Тыква

### Сценарист
- 2000 — Один дома
- 2007 — Рыбка
- 2012 — Сосиска
- 2012 — Новогодний огонек
- 2012 — Веселые картинки
- 2012 — У костра
- 2012 — Гриб и Баклажан
- 2012 — Гриб и Тыква

### Художник-постановщик
- 2000 — Один дома
- 2002 — Белый домик
- 2007 — Рыбка
- 2012 — Сосиска
- 2012 — Новогодний огонек
- 2012 — Веселые картинки
- 2012 — У костра
- 2012 — Гриб и Баклажан
- 2012 — Гриб и Тыква

### Аниматор
- 1999 — Pablo the Little Red Fox
- 2000 — Один дома
- 2002 — Белый домик
- 2007 — Рыбка
- 2012 — Сосиска
- 2012 — Новогодний огонек
- 2012 — Веселые картинки
- 2012 — У костра
- 2012 — Гриб и Баклажан
- 2012 — Гриб и Тыква
- 2016 — Посиделки заставка
- 2018 — 6:1

## Признание и награды
- 2000 — Международный кинофестиваль ВГИК (Приз за лучший курсовой анимационный фильм, фильм «Один дома»)
- 2007 — XII Открытый российский фестиваль анимационных фильмов в Суздале (Специальный приз, фильм «Рыбка»)
- 2007 — XVI Международный кинофорум «Золотой Витязь» (Приз за второй лучший фильм Серебряный витязь, фильм «Рыбка»)
- 2007 — XII Всероссийский фестиваль визуальных искусств «Орленок» (Диплом, фильм «Рыбка»)
- 2007 — XII Московский международный фестиваль детского анимационного кино «Золотая рыбка» (Приз за лучший фильм для детей, фильм «Рыбка»)
- 2007 — X Международный фестиваль анимационного кино «Анимаёвка» (Диплом за яркий и талантливый дебют, фильм «Рыбка»)
- 2007 — IX Минский международный фестиваль детского и юношеского кино «Лістападзік» (Приз за лучший дебют, фильм «Рыбка»)
- 2007 — IV Всероссийский благотворительный фестиваль «Лучезарный ангел» (Диплом, фильм «Рыбка»)
- 2008 — III Международный Сретенский православный кинофестиваль «Встреча» (II Приз за лучший анимационный фильм Хрустальный подсвечник, фильм «Рыбка»)
- 2008 — XV Конкурс студенческих и дебютных фильмов «Святая Анна» (Диплом, фильм «Рыбка»)
- 2008 — International Film Festival «Nueva Mirada» for Children and Youth (Приз за лучший короткометражный фильм для детей «Golden Kite», фильм «Рыбка»)
- 2008 — SAPPORO Short Film Festival (Приз за лучший детский фильм; Приз детского жюри — Серебряная медаль, фильм «Рыбка»)
- 2008 — Международный фестиваль православного кино «Покров» (Приз за лучший анимационный фильм; Диплом фестиваля, фильм «Рыбка»)
- 2008 — 5th China International Animation and Digital Arts Festival (Специальный приз в разделе короткометражного кино, фильм «Рыбка»)
- 2008 — International festival of audiovisual production for children and adolescents «Kolibri» (Специальный приз жюри в разделе анимации, фильм «Рыбка»)
- 2008 — Bradford Animation Festival (Приз за лучший анимационный фильм для детей, фильм «Рыбка»)
- 2009 — Festival der Nationen (Серебряный медведь Эбензее, фильм «Рыбка»)
- 2009 — Animae Caribe Animation & New Media Festival (Приз за лучшую анимацию, фильм «Рыбка»)